# Mérélessart
Mérélessart (picardisch: Mnéchart) ist eine nordfranzösische Gemeinde mit 187 Einwohnern (Stand 1. Januar 2022) im Département Somme in der Region Hauts-de-France. Die Gemeinde liegt im Arrondissement Abbeville und ist Teil der Communauté d’agglomération de la Baie de Somme und des Kantons Gamaches.

## Geographie
Die Gemeinde liegt rund vier Kilometer südwestlich von Hallencourt.

## Einwohner
| 1962 | 1968 | 1975 | 1982 | 1990 | 1999 | 2006 | 2011 |
| ---- | ---- | ---- | ---- | ---- | ---- | ---- | ---- |
| 241  | 222  | 223  | 213  | 191  | 184  | 198  | 201  |

## Sehenswürdigkeiten

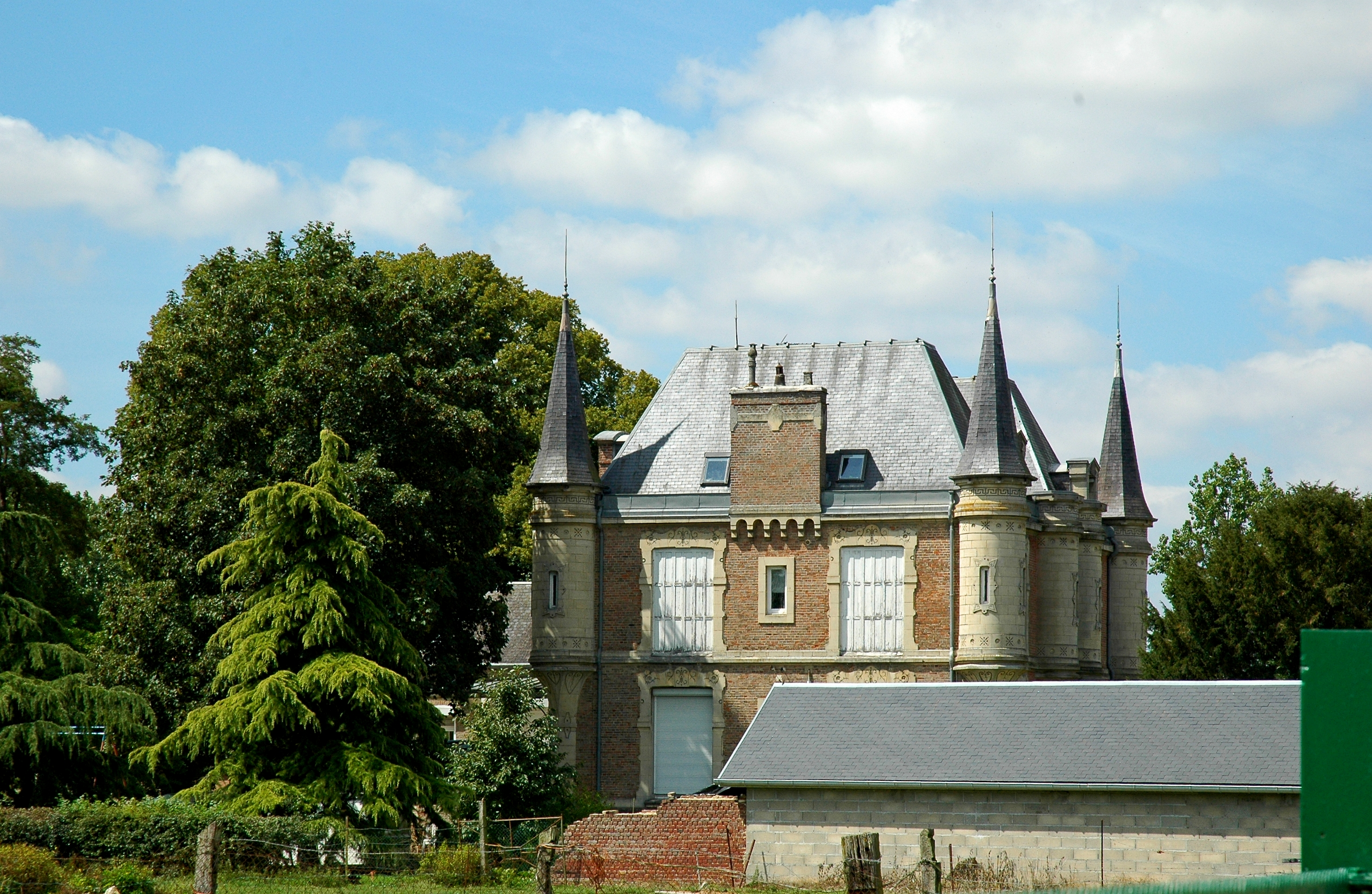
Schloss

- Kirche Saint-Martin, mit einem Gemälde von Isidore Partois: Das Mitleid des heiligen Martin, aus dem Jahr 1854
- Schloss aus dem Jahr 1634 mit Taubenhaus, seit 1986 als Monument historique eingetragen (Base Mérimée PA00116200)[1]
- Grabkapelle
- Kalvarienberg aus Schmiedeeisen hinter der Kirche
- Kriegerdenkmal

## Persönlichkeiten
- Émile Warré (1867–1951), Geistlicher und Imker, u. a. in Mérélessart, verfasste Werke über die Bienenzucht.